# Gappa le descendant de Godzilla
Pour plus de détails, voir Fiche technique et Distribution.
Gappa le descendant de Godzilla (大巨獣ガッパ, Daikyojū Gappa) est un film japonais réalisé par Haruyasu Noguchi, sorti en 1967. 

## Synopsis
Sur  l'île de l'obélisque, un séisme fait s'écrouler une immense statue, ce qui révèle une grande caverne. Alors que les scientifiques l’explorent, ils découvrent  un bébé reptile à l'intérieur. La créature est rapatriée au Japon où elle subit des tests divers. C’est alors que les parents du reptile capturé commencent à attaquer le Japon à la recherche de leur enfant.

## Fiche technique
- Titre : Gappa le descendant de Godzilla
- Titre original : 大巨獣ガッパ (Daikyojū Gappa?)
- Titre anglais : Monster from a Prehistoric Planet
- Titre international : Gappa The Triphibian Monster
- Réalisation : Haruyasu Noguchi
- Scénario : Ryuzo Nakanishi et Gan Yamazaki
- Producteur : Hideo Koi
- Musique originale : Sentarō Ōmori
- Langue : japonais
- Durée : 90 min
- Date de sortie :
  -  France : 19 juillet 1973

## Distribution
- Tamio Kawaji : Hiroshi Kurosaki
- Yōko Yamamoto : Itoko Koyanagi
- Yuji Kodaka : Daize Tonooka
- Kōji Wada : Mashida
- Tatsuya Fuji : George Inoue